# Rachid Baba Ahmed
Rachid Baba Ahmed dit Rachid Baba, né le 20 août 1946 à Tlemcen et mort assassiné le 15 février 1995 à Oran (Algérie), est un chanteur, musicien, compositeur et éditeur algérien. Il était également producteur de clips et d'émissions télévisées et est connu pour avoir lancé Cheb Khaled, Chaba Fadela, Cheb Sahraoui, Cheb Anouar. Son prénom était souvent associé à celui de son frère, avec lequel il formait le célèbre duo Rachid et Fethi.
Parmi ses œuvres: Mexico, une chanson à la gloire de l'équipe nationale de football, sortie au lendemain de la victoire des verts en Tunisie lors du match aller du dernier tour qualificatif pour le mondial de 1986.